# Junceira
Junceira is een plaats (freguesia) in de Portugese gemeente Tomar en telt 833 inwoners (2001).